# 203 mm/50 Ansaldo Mod. 1924
203 mm/53 Ansaldo Mod. 1924 е корабно оръдие с калибър 203,2 mm разработено и произвеждано в Италия от фирмата Ansaldo. Състои на въоръжение в Кралските ВМС на Италия на тежките крайцери от типа „Тренто“. Използва се по време на Втората световна война. Като артилерийска система се отличава с цяла поредица сериозни недостатъци, значително намаляващи бойният потенциал на италианските тежки крайцери.
Последващо развитие на оръдието е системата 203 mm/53 Ansaldo Mod. 1927/1929.